# Fachwirt Musik
Fachwirt Musik oder Musikfachwirt ist eine durch die Industrie- und Handelskammer IHK geregelte und anerkannte Berufsbezeichnung, die aufgrund einer Weiterbildung erworben werden kann.
Die Qualifizierung zum Musikfachwirt ermöglicht es Fachkräften sich im Bereich der Kultur- und Kreativwirtschaft, der Musikindustrie, der Organisation und Vermarktung von Musik und fachlich im Schnittfeld zwischen dem Musikerberuf und einer Wirtschaftsqualifikation anzusiedeln.

## Tätigkeitsfelder
Die Tätigkeitsfelder des Fachwirtes Musik sind spartenübergreifend in vielen organisatorischen Bereichen des Musiklebens angesiedelt. Festanstellungen sind in öffentlichen und privaten Rundfunk- und Fernsehanstalten, bei der Gema, in Kulturämtern, bei Musikverlagen, Musiklabels, lokalen und überregionalen Konzert- und Musikveranstaltern möglich. Die Weiterbildung kann auch die fachliche Qualifikation für eine selbstständige Tätigkeit in der verschiedenen Bereichen der Musikvermarktung sein, etwa im Verlagswesen, mit einem eigenen Musiklabel oder einer Konzertveranstaltungsagentur.

## Weiterbildung
Die IHK hat für die Weiterbildung einen Rahmenplan mit Lernzielen, Anforderungen und Umfang der Weiterbildung entwickelt.
Inhaltlich teilt sie sich auf in allgemeine wirtschaftsbezogene Inhalte und solche, die sich mit dem spezifischen Berufsfeld befassen. Zur ersteren gehören Betriebswirtschaftslehre, Rechnungswesen, rechtliche und steuerrechtlichen Zusammenhänge, Unternehmensführung und Personalentwicklung. Kontextbezogen wird gelehrt, wie die verschiedenen Segmente der Musikmärkte und Zielgruppen analysiert, audiovisuelle Produktionen finanziert, kontrolliert und Musikprodukte zielgruppenspezifisch vermarktet werden können. Ein weiterer Teil betrifft die Planung und Durchführung von Musikveranstaltungen und Tourneen.